# Octomeria minor
Octomeria minor är en orkidéart som beskrevs av Charles Schweinfurth. Octomeria minor ingår i släktet Octomeria och familjen orkidéer. Inga underarter finns listade i Catalogue of Life.

## Bildgalleri

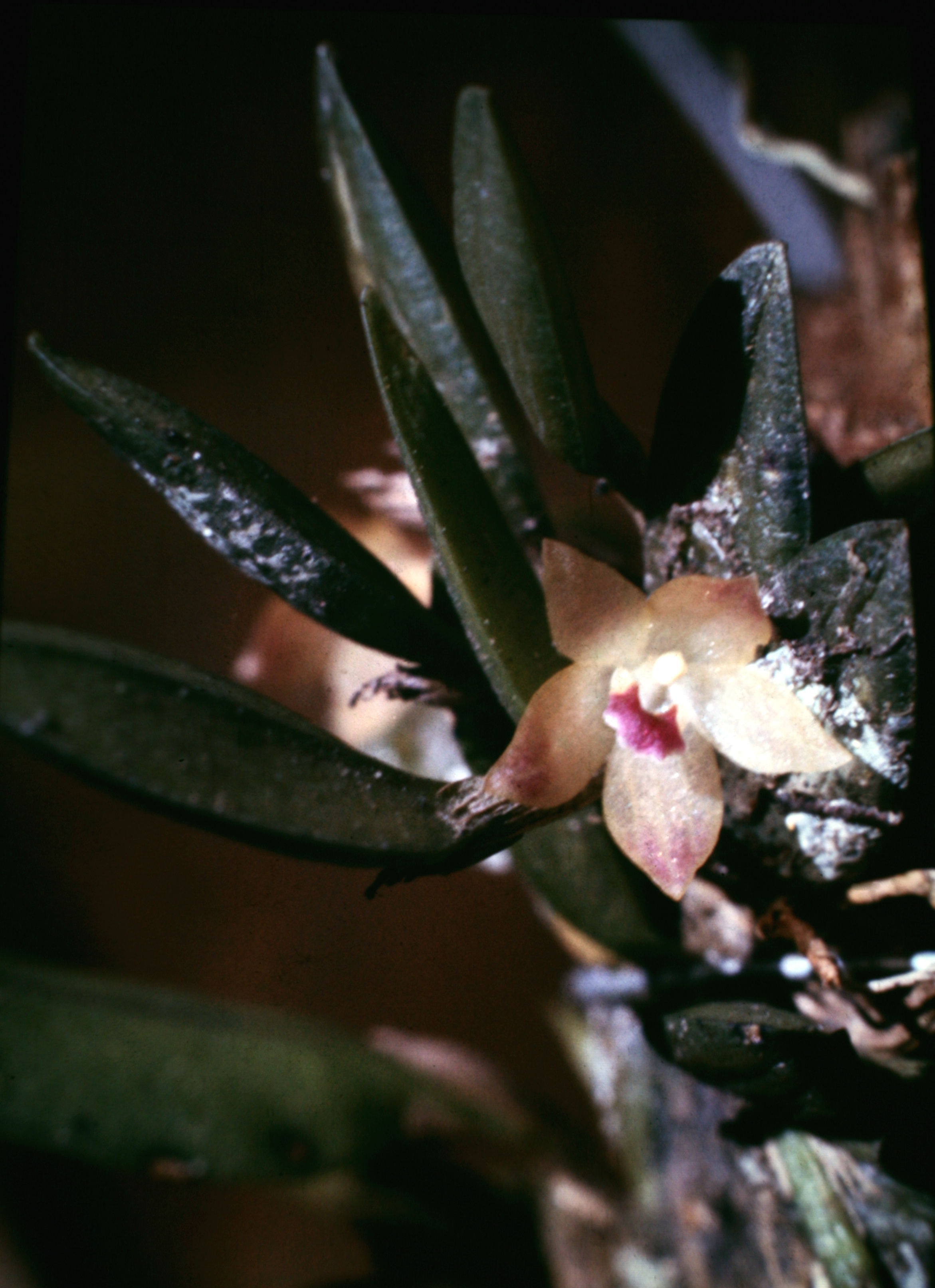